# Parepidosis arcuata
Parepidosis arcuata är en tvåvingeart som beskrevs av Boris Mamaev 1964. Parepidosis arcuata ingår i släktet Parepidosis och familjen gallmyggor. Inga underarter finns listade i Catalogue of Life.